# Jorinde Voigt
Jorinde Voigt (* 19. Januar 1977 in Frankfurt am Main) ist eine deutsche Künstlerin, die mit den Medien Zeichnung, Schrift, Malerei und Installation arbeitet. Sie war von 2014 bis 2019 Professorin für konzeptuelle Zeichnung und Malerei an der Akademie der Bildenden Künste München. Seit 2019 ist sie Professorin an der Hochschule für bildende Künste Hamburg.

## Leben und Werk
Nach dem Abitur 1996 an der Viktoriaschule in Darmstadt begann Voigt im selben Jahr ein Studium der Philosophie und Neuere deutsche Literatur an der Universität Göttingen. 1998 wechselte sie nach Berlin und studierte Soziologie, Philosophie und Allgemeine und Vergleichende Literaturwissenschaft an der Freien Universität Berlin.
Von 1999 bis 2003 studierte sie Kunst im Bereich Multimedia an der Universität der Künste Berlin bei Christiane Möbus. Im Rahmen des Erasmus-Programms belegte sie 2001 Visual Art Studies am Royal College of Art in London. Sie setzte anschließend ihr Studium in der Klasse der Bildenden Kunst und Fotografie bei Katharina Sieverding fort, bei der sie 2004 als Meisterschülerin das Studium abschloss. Bereits während ihrer Schulzeit von 1986 bis 1996 lernte Voigt Violoncello an der Akademie für Tonkunst in Darmstadt sowie bei Peter Wolf in Frankfurt.
Heute ist Jorinde Voigt in zahlreichen Galerien, Museen sowie privaten und öffentlichen Sammlungen vertreten. Dazu gehören das Centre Pompidou Paris, Museum of Modern Art, New York, Art Institute of Chicago, Kupferstichkabinett Berlin, die Bundeskunstsammlung Bonn, Hamburger Kunsthalle und Grafische Sammlung München. 2008 wurde Jorinde Voigt mit dem Otto-Dix-Preis der Stadt Gera ausgezeichnet. 2012 erhielt sie den Daniel & Florence Guerlain Contemporary Drawing Prize.
Die Künstlerin hat in ihren Notationen und Partituren eine codierte Schreibweise entwickelt, um komplexe Phänomene in visuelle Kompositionen zu überführen. In den ersten Jahren ihres künstlerischen Schaffens beschäftigte sich Jorinde Voigt vorwiegend mit dem Sichtbarmachen naturwissenschaftlicher und kultureller Phänomene. In ihren aktuellen Werken geht es weniger um äußere Prozesse, als mehr um innere Bilder und Vorstellungswelten. Auch ihre dreidimensionalen und malerischen Arbeiten lassen sich als konzeptionelle Denkmodelle lesen, in denen die Künstlerin Wirklichkeit und Wahrnehmung untersucht. Jorinde Voigt experimentiert innerhalb ihres umfangreichen Werkes mit Arbeitsweisen und Materialien, die sie kontinuierlich variiert, kombiniert und weiterentwickelt.
Jorinde Voigt lebt mit ihrem Partner, dem Architekten Daniel Verhülsdonk, in Berlin.

## Werkphasen

### Schwarz-Weiß
Jorinde Voigt fand erst am Ende ihrer künstlerischen Ausbildung zu den Medien Zeichnung und Schrift, mit denen sie heute hauptsächlich arbeitet. Nach anfänglichen Fotografiearbeiten über kulturtypische Motive nordamerikanischer Städte wandte sie sich von der Fotografie ab, um nicht bereits bestehende Bilder zu reproduzieren, sondern um mit Charakteristika von Situationen wie Zeit, Raum, Geschwindigkeit und Form auf dem Papier zu experimentieren.
Während eines Aufenthaltes in Florida 2003 beginnt Jorinde Voigt erstmals Momentaufnahmen ihrer unmittelbaren Umgebung zu zeichnen. Es entstehen Partituren auf kleinformatigem Papier. Im selben Jahr folgen während einer Indonesienreise akustische Bestandsaufnahmen. Jorinde Voigt beginnt Frequenzen von Ereignissen in Linien, Zahlen, Pfeilen und Klammern zu übersetzen und nach einer bestimmten Systematik auf dem Papier anzuordnen. „Der Ansatz war damals, die Frequenz von Ereignissen, die eine spezifische kulturelle Situation ausmachen, zu untersuchen. Das war mehr oder weniger ein Abschreiben von der Realität.“
Zwischen den Jahren 2003 und 2010 entstehen zahlreiche Studien sowie großformatige Serien in schwarz-weißer Tinte auf Papier. Diese Arbeiten basieren auf strengen Regelwerken, Algorithmen und arithmetischen Parametern. Jorinde Voigt beschäftigt sich in diesen Jahren mit der Erfassung unsichtbar Phänomene des Alltags. Sie untersucht Abläufe aus der Mathematik, Biologie, Physik, Musik und Politik: Temperaturverläufe, Popsongs, Pulsschläge, Adlerflüge, sich küssende Paare, Himmelsrichtungen, Windrichtungen, Lichtbögen, Elektrizität, Detonationen, Schussfelder oder Rotationen heißen die Parameter ihrer Zeichnungen. Ziel ist nicht das bloße Abbilden, sondern das Konstruieren einer neuen Sichtweise auf die Welt in all ihrer Komplexität, Vielschichtigkeit und Gleichzeitigkeit. „Eine Struktur oder Schreibweise finden, die sich möglichst lebendig verhält, da etwas Lebendiges beobachtet wird.“ Jorinde Voigts Zeichnungen werden zu „grafischen Welterfassungsmaschinen“. Arbeiten wie 2 küssen sich I-VI (2006), Konstellation Algorithmus Adlerflug (2007), PERM I-III (2007), ReWrite I-VI (2008), STAAT/Random I-XI (2008) und Symphonic Area Var. 1-27 (2009) fallen in diese Werkphase.
Jorinde Voigt beginnt zu dieser Zeit mit großformatigen Papierbögen zu arbeiten, so dass der Körper eine bedeutende Rolle einnimmt. Die Künstlerin notiert von allen Seiten des Papiers ausgehend und füllt die Formate in monatelanger, präziser Arbeit mit akribischen Bleistift- und Tuschelinien, Zahlen und Buchstaben aus. Mittels selbst auferlegten Regeln (Algorithmen) sowie spontanen Regelabweichungen erzeugt Jorinde Voigt Variationen, Ordnung und Chaos auf dem Papier. Auf diese Weise entsteht eine Dynamik und Lebendigkeit, die ihre Schwarz-Weiß Arbeiten von den strengen Zeichnungen der Konzeptkunst, wie etwa von Hanne Darboven, unterscheiden.

### Farbe
2009 beginnt Jorinde Voigt mit Farbe zu arbeiten. Für die Installation Botanic Code (2009/2010) untersucht die Künstlerin während Spaziergängen durch verschiedene botanische Gärten in der Welt ihre eigene Farbwahrnehmung. Nach einem vorher festgelegten Algorithmus übersetzt sie die am stärksten wahrgenommenen Farben in Farbfelder und lässt sie auf Aluminiumstangen übertragen. Das Ergebnis ist ein Code, der Informationen über Farbe, Proportion und Jahreszeit aufschlüsselt. Die Installation übersetzt die lineare Wahrnehmungsstruktur des menschlichen Gehirns in eine parallele Anordnung, denn die verschiedenen Informationen können nun auf einen Blick wahrgenommen werden.
Die skizzenhaften Zeichnungen Superdestinations (2010) zeigen abstrakte Linien, die spontan, mit dem Buntstift gezogen, über die Papierfläche verteilt sind. Lediglich die Werktitel geben einen Hinweis auf den Ursprung der Aufzeichnungen. Es handelt sich um konkrete Ortsbestimmungen mit Hilfe der Parameter Form und Farbe, die Voigt in Superdestinations synchronisiert: der betrachtete Gegenstand wird von der Künstlerin im Moment seiner Wahrnehmung auf die einfachste visuelle Grundform verkürzt und mit der entsprechenden Farbe notiert.
Im Jahr 2010 entwickelt Jorinde Voigt das Konzept der Horizonte. Es entsteht die Serie Interhorizontal Nexus I–VII (Kiev 1–7) (2010). In den Augen der Künstlerin gilt der Horizont als eine der grundsätzlichsten Linien in der Landschaft, nach denen sich der Mensch orientiert und ausrichtet. In Zeichnungen, die nun bereits das Format 258 × 208 cm erreichen, variiert Jorinde Voigt mögliche Farbspektren und Linienverläufe des Horizonts.

### Collage
2011 kombiniert Jorinde Voigt erstmals ihr Notationsverfahren mit Collagetechnik. Es entsteht die Serie 308 Views on Plants and Trees (2011). Die Künstlerin schichtet filigrane Linienverläufe und abstrakte Farbflächen aus farbigem Papier übereinander. Bei den collagierten Farbflächen handelt es sich um Scherenschnitte, deren Umrisslinien Voigt aus der Betrachtung verschiedener Baumarten ableitet. Jede Farbfläche steht für einen Blick der Künstlerin. Während ihr erstes Betrachten aus der Ferne einen groben Überblick darstellt, nähert sie sich mit jeder weiteren Ansicht (Views) an die Struktur des Gewächses an. Jorinde Voigts exaktes Studieren der verschiedenen Baumgattungen entspricht der Grundidee ihres Werkes, die Wirklichkeit als Mikrokosmos zu begreifen.
Als unmittelbare Fortführung entsteht die Serie Views on Chinese Erotic Art. From 16th to 20th Century (2011). Die Serie basiert auf Gemälden aus der Ausstellung „Der chinesische Lustgarten – Erotische Kunst aus der Sammlung Bertholet in der Ostasiatischen Kunstsammlung in den Museen Dahlem“ (2011). Jorinde Voigt ist fasziniert von den Charakteristika der erotischen Malereien und Farbholzschnitte und beschäftigt sich mit ihren Formen und Farben. Pro Zeichnung stellt sie bis zu 100 Ansichten auf die sogenannten Shungas dar. Mit Hilfe eines Farbfächers ermittelt sie die entsprechenden Farbnummern der dargestellten Gewänder, Liebespaare, Tapeten und Möbelstücke. Es lassen sich Elemente wie Tische, Spiegel, Haarschöpfe, Geschlechtsteile oder Füße wiedererkennen. Zum Teil ähneln die Farbflächen comicartigen Illustrationen.
In ihren Collagen variiert Voigt Farben und Formen hunderte Male, so dass Charaktereigenschaften des betrachteten Gegenstandes hervortreten. Die Künstlerin bezieht sich mit dieser Herangehensweise auf die chinesische und japanische Maltradition, in der mehrfache Ansichten eines Motivs angefertigt wurden. Ein berühmtes Beispiel sind Hokusais 36 Ansichten des Berges Fuji (1830–1836).
Nach der Welt der Botanik und der Bildenden Kunst folgt die Literatur als Forschungsfeld der Künstlerin. Es entsteht die 36-teilige Serie Piece for Words and Views (2012), die auf Roland Barthes Essay Fragmente einer Sprache der Liebe (2004) basiert. Jede Farbfläche entspricht in diesem Fall einem zitierten Wort, etwa Spule, See, Werther oder Herz. Dabei handelt es sich um Begriffe, die bei der Lektüre der Kapitel spontane Bilder in der Vorstellung der Künstlerin auslösen. Ihre inneren Bilder sind sowohl von einer kollektiven Erinnerung geprägt, als auch von Jorinde Voigts individuellen Erfahrungen gezeichnet. Das Resultat ist eine Mischung aus gegenständlicher und abstrakter Darstellung.
Piece for Words and Views (2012) markiert einen bedeutenden Wechsel in Jorinde Voigts Werk. Ab diesem Zeitpunkt richtet die Künstlerin ihre Aufmerksamkeit auf eine mögliche Bildfindung von inneren Prozessen. Aspekte der Imagination, Erinnerung, Erfahrung und Emotionalität treten in den Vordergrund ihrer Arbeiten.

### Gold
Seit dem Jahr 2012 setzt sich Jorinde Voigt mit literarischen und philosophischen Werken auseinander. Die Künstlerin experimentiert in dieser Werkphase mit der Verwendung von Blattgold und Intarsien Technik. Es entstehen Zeichnungen zu Schopenhauer, Deleuze und Guattari, Epikur, Goethe, Sloterdijk, Hofstadter, Platon, Canetti, Paul Celan und C.G. Jung. Jorinde Voigt lässt den Betrachter an ihrem Prozess der Aneignung und ihres Versuches des Verstehens der Texte teilhaben. Sie schneidet die mit Bleistift gezeichneten Flächen aus, versieht sie mit Blatt- und Weißgold, Silber, Platin oder Palladium und befestigt sie wieder an ihrem ursprünglichen Platz in der Zeichnung. Anschließend überarbeitet die Künstlerin die Zeichnung mit Aquarell, Pastellkreide und Ölkreide.
Die Materialität des Goldes sticht aus der Gesamtkomposition hervor. Das schimmernde und reflektierende Edelmetall scheint aus der Ferne je nach Betrachterstandpunkt eine andere Form anzunehmen. Der Effekt spiegelt Jorinde Voigts Idee wider, dass Vorstellungen und Bilder – repräsentiert durch die goldenen Flächen – stets wandelbar sind. In dieser Werkphase tritt die handgeschriebene Notation in den Hintergrund. Die innewohnende Dynamik, welche die Künstlerin in ihren Zeichnungen zuvor mit Hilfe von räumlichen und zeitlichen Parametern schriftlich hervorgerufen hat, wird nun durch die Verwendung der Edelmetalle erzeugt.
2013 bis 2014 arbeitet Jorinde Voigt an dem 48-teiligen Zyklus Liebe als Passion. Zur Codierung von Intimität. Die Künstlerin beschäftigt sich mit dem gleichnamigen Buch des Soziologen Niklas Luhmanns aus dem Jahr 1982. Im Vergleich zu den vorherigen Arbeiten scheinen sich die zitierten Wörter zu verselbstständigen. Es entstehen vollkommen neuartige Bildwelten. Die bildnerischen Elemente nehmen Überhand, während Zeichen, Schrift und Text weiter in den Hintergrund treten. Voigts Werk nimmt ab diesem Zeitpunkt malerische Züge an. Ihre Formsprache aus Imagination, Figuration und Abstraktion, sowie die innewohnende Rhythmik ihrer seriellen Bildkompositionen, erinnern an die Werke moderner Maler wie Wassiliy Kandinsky oder Paul Klee. Auch die Serien Inkommunikabilität (2014) und A difference that makes a difference (2014) gehören dieser Gruppe von Arbeiten an.

### Installation
Parallel zu ihren Zeichnungen übersetzt Jorinde Voigt ihre zugrunde liegenden Konzepte in dreidimensionale Objekte und Installationen. Dazu zählen MI & MII (Action and Communication Study) (2009), Botanic Code (2009–2010), Grammatik (2010) und Collective Time (2010). Im Jahr 2012 entstehen Neonarbeiten zu Roland Barthes Essay „Fragmente einer Sprache der Liebe“. Jorinde Voigt überführt Wörter aus ihrer Lektüre in Leuchtstoffröhren, beschriftet mit dem verwendeten Zitat und Kapitel. Imaginierte Bilder werden als farbige Lichtlinien sichtbar.

### Skulptur
Seit 2020 widmet sich Jorinde Voigt zunehmend skulpturalen Werken. Hierzu gehören die Werkserien der Dyaden und Plenare. Letztere beginnen mit spontanen Handzeichnungen Voigts, die aus der archetypischen Form des Torus hervorgehen, wie es die Kuratorin und Autorin Jesi Khadivi beschreibt. Der Psychoanalytiker Jacques Lacan charakterisierte den Torus anhand des Fehlens von Innen und Außen, was Jorinde Voigt in dreidimensionale Werke übersetzt.

## Ausstellungen (Auswahl)
- 2008 Jorinde Voigt – DUAL, NKV Nassauischer Kunstverein Wiesbaden
- 2008 Zeichnung als Prozess, Museum Folkwang, Essen (Gruppenausstellung)
- 2009 Jorinde Voigt – Symphonic Area, HDKV Heidelberger Kunstverein
- 2010 Dopplereffekt. Bilder in Kunst und Wissenschaft, Kunsthalle zu Kiel (Gruppenausstellung)
- 2010 LINIE, LIGNE, LINEA. Zeichnung der Gegenwart, Kunstmuseum Bonn, (Gruppenausstellung)
- 2010 Jorinde Voigt – STAAT / Random I-XI, Gemeentemuseum, Den Haag
- 2011 Jorinde Voigt, Von der Heydt-Museum, Wuppertal
- 2012 3rd Moscow International Biennale for Young Art, Moskau (Gruppenausstellung)
- 2012 Kunstpreis der Böttcherstraße, Kunsthalle Bremen (Gruppenausstellung)
- 2013 Fruits de la passion – Projet pour L’Art Contemporain, Centre Pompidou, Paris (Gruppenausstellung)
- 2013 Jorinde Voigt: Systematic Notations, Nevada Museum of Art NMA
- 2014 Jorinde Voigt – Superpassion, Museo d’Arte Contemporanea di Roma (MACRO), Rom
- 2016 Manifesta 11: What People Do for Money: Some Joint Ventures, Zürich, Schweiz
- 2017 Jorinde Voigt – A New Kind of Joy, Kunsthalle Nürnberg[13]
- 2017 Sharjah Biennial 13, Sharjah, Vereinigte Arabische Emirate, AE
- 2017 Mondes Flottants / Floating Worlds, 14th Lyon Biennale, Frankreich
- 2018 Jorinde Voigt – Divine Territory, Kirche St. Matthäus, Berlin
- 2019 Jorinde Voigt – Universal Turn, Horst-Janssen-Museum, Oldenburg
- 2019 Jorinde Voigt – Wall Drawing Series: Jorinde Voigt - Vertical, Menil Drawing Institute, The Menil Collection, Houston, TX/US